# Koçi Xoxe
Koçi Xoxe (nevének gyakran előforduló formája: Kocsi Dzodze; nevének ejtése kɔt͡ʃi d͡zɔd͡zɛ; 1917 – Tirana, 1949. június 11.) ;  albán politikus, az 1940-es években Enver Hoxha ellenzékének egyik meghatározó alakja.
Eredeti foglalkozását tekintve bádogos volt. Az 1930-as évek végén abban a korçai kommunista sejtben tevékenykedett, amelynek Enver Hoxha is tagja volt. A jugoszláv segítséggel 1941. november 8-án megalapított Albán Kommunista Párt egyik fő szervezője, a kezdetektől a központi bizottság tagja volt. A tapasztaltabb jugoszláv kommunistákat tisztelő mozgalmárként több pártszervezeti kérdésben is az ő véleményüket osztotta, szemben Hoxhával. Az elkövetkezendő szűk évtizedben mindvégig a pártfőtitkár ellenzékének számított, de nemcsak a jugoszlávorientáció állította szembe vele, hanem a korszak és a térség kommunista pártjaiban gyakori munkás–értelmiségi ellentét is.
1941–1944 között a Nemzeti Felszabadítási Hadseregben harcolt az olasz, majd a német megszállók ellen, s mindvégig a jugoszláv és albán partizánok fő kapcsolattartójaként tevékenykedett. A felszabadulás után, 1945-től Hoxha kormányának belügyminisztere és a politikai rendőrség, a Sigurimi vezetője lett. Az 1944 előtti korábbi kormányok és közhivatalnoki kar tagjainak koncepciós perei az ő irányításával folytak le.
1946-ban a központi bizottság alelnöke és szervezeti titkára lett, és ekkor még teljes mellszélességgel támogatta a Nyugat-barát ellenzék vezetője, Sejfulla Malëshova félreállítását. Ekkor azonban már gyülekeztek a viharfelhők a feje felett, az albán–jugoszláv viszony egyre inkább elmérgesedett. Tito tett néhány kísérletet arra, hogy Hoxhát elmozdítsa a pártfőtitkári tisztből és helyére a velük szimpatizáló Xoxét ültesse. 1948 tavaszán Xoxe még előterjesztette tervét Albánia mint hetedik jugoszláv köztársaság jövőjéről, végül azonban a jugoszlávellenes pártvonal győzedelmeskedett. 1948. július 1-jén az albán kormány diplomáciai jegyzékben gyarmatosító politikával vádolta Jugoszláviát, és azonnali hatállyal felmondta a kétoldalú megállapodásokat. Ezt követően az „albán titoisták” félreállítására lehetett koncentrálni.
Az Albán Kommunista Párt Központi Bizottságának szeptember 6–7-ei ülésén Xoxét felmentették belügyminiszteri állásából. A következő, szeptember 13–14-ei ülésen már korábbi szövetségesei is Xoxe ellen vallottak. Bár a jugoszlávbarát frakció két vezéralakja, Koçi Xoxe és Pandi Kristo a következő pártaktíván önkritikát gyakoroltak, a novemberi pártkongresszuson megbélyegezték és kizárták őket a pártból. A vád szerint Tito irányításával elárulták a marxizmus–leninizmus eszméjét és a szocialista tábort, deformálták a párt irányvonalát. December 9-én a „titoista klikket” letartóztatták és titokban lefolytatott koncepciós perben, hazaárulás vádjával 1949. június 10-én Kristót életfogytiglani börtönre, Xoxét halálra ítélték. A halálos ítéletet már másnap végrehajtották. Xoxe kivégzése azonban csak a nyitánya volt az elkövetkező, több ezer áldozatot követelő megtorlási hullámnak.
A Sztálin halálát követő desztalinizáció során, 1953-ban Hoxha szovjet és belső nyomásra sem rehabilitálta Xoxét.